# David Kustoff
David Frank Kustoff [ˈkʌstɒf], född 8 oktober 1966 i Memphis i Tennessee, är en amerikansk republikansk politiker.
Kustoff är ledamot av USA:s representanthus sedan 2017.
Kustoff avlade 1989 kandidatexamen och 1992 juristexamen vid University of Memphis. Han har varit verksam som advokat och tjänstgjort som federal åklagare. I kongressvalet 2016 besegrade han demokraten Rickey Hobson.